# Lijst van vissen H-I
Deze lijst van vissen H-I bevat alle vissen beginnende met de letters H en I zoals opgenomen in FishBase. De lijst is gebaseerd op de wetenschappelijke naam van de vissoort. Voor de overige namen zie: Lijst van alle vissen.
1. Hadropareia middendorffii
2. Hadropareia semisquamata
3. Hadropogonichthys lindbergi
4. Haemomaster venezuelae
5. Haemulon album
6. Haemulon aurolineatum
7. Haemulon bonariense
8. Haemulon boschmae
9. Haemulon carbonarium
10. Haemulon chrysargyreum
11. Haemulon flaviguttatum
12. Haemulon flavolineatum
13. Haemulon macrostomum
14. Haemulon maculicauda
15. Haemulon melanurum
16. Haemulon parra
17. Haemulon plumierii
18. Haemulon schrankii
19. Haemulon sciurus
20. Haemulon scudderii
21. Haemulon serrula
22. Haemulon sexfasciatum
23. Haemulon squamipinna
24. Haemulon steindachneri
25. Haemulon striatum
26. Haemulopsis axillaris
27. Haemulopsis elongatus
28. Haemulopsis leuciscus
29. Haemulopsis nitidus
30. Hainania serrata
31. Halaelurus alcockii
32. Halaelurus boesemani
33. Halaelurus buergeri
34. Halaelurus canescens
35. Halaelurus clevai
36. Halaelurus dawsoni
37. Halaelurus hispidus
38. Halaelurus immaculatus
39. Halaelurus lineatus
40. Halaelurus lutarius
41. Halaelurus maculosus
42. Halaelurus natalensis
43. Halaelurus quagga
44. Halaelurus sellus
45. Halaphritis platycephala
46. Halargyreus johnsonii
47. Haletta semifasciata
48. Halicampus boothae
49. Halicampus brocki
50. Halicampus dunckeri
51. Halicampus edmondsoni
52. Halicampus grayi
53. Halicampus macrorhynchus
54. Halicampus marquesensis
55. Halicampus mataafae
56. Halicampus nitidus
57. Halicampus punctatus
58. Halicampus spinirostris
59. Halicampus zavorensis
60. Halichoeres adustus
61. Halichoeres aestuaricola
62. Halichoeres argus
63. Halichoeres bathyphilus
64. Halichoeres bicolor
65. Halichoeres binotopsis
66. Halichoeres biocellatus
67. Halichoeres bivittatus
68. Halichoeres bleekeri
69. Halichoeres brasiliensis
70. Halichoeres brownfieldi
71. Halichoeres burekae
72. Halichoeres caudalis
73. Halichoeres chierchiae
74. Halichoeres chlorocephalus
75. Halichoeres chloropterus
76. Halichoeres chrysus
77. Halichoeres cosmetus
78. Halichoeres cyanocephalus
79. Halichoeres dimidiatus
80. Halichoeres discolor
81. Halichoeres dispilus
82. Halichoeres garnoti
83. Halichoeres girardi
84. Halichoeres hartzfeldii
85. Halichoeres hortulanus
86. Halichoeres insularis
87. Halichoeres iridis
88. Halichoeres kallochroma
89. Halichoeres lapillus
90. Halichoeres leptotaenia
91. Halichoeres leucoxanthus
92. Halichoeres leucurus
93. Halichoeres maculipinna
94. Halichoeres malpelo
95. Halichoeres margaritaceus
96. Halichoeres marginatus
97. Halichoeres melanochir
98. Halichoeres melanotis
99. Halichoeres melanurus
100. Halichoeres melas
101. Halichoeres melasmapomus
102. Halichoeres miniatus
103. Halichoeres nebulosus
104. Halichoeres nicholsi
105. Halichoeres nigrescens
106. Halichoeres notospilus
107. Halichoeres orientalis
108. Halichoeres ornatissimus
109. Halichoeres pallidus
110. Halichoeres papilionaceus
111. Halichoeres pardaleocephalus
112. Halichoeres pelicieri
113. Halichoeres penrosei
114. Halichoeres pictus
115. Halichoeres podostigma
116. Halichoeres poeyi
117. Halichoeres prosopeion
118. Halichoeres purpurescens
119. Halichoeres radiatus
120. Halichoeres raisneri
121. Halichoeres richmondi
122. Halichoeres rubricephalus
123. Halichoeres salmofasciatus
124. Halichoeres scapularis
125. Halichoeres semicinctus
126. Halichoeres signifer
127. Halichoeres socialis
128. Halichoeres solorensis
129. Halichoeres stigmaticus
130. Halichoeres tenuispinis
131. Halichoeres timorensis
132. Halichoeres trimaculatus
133. Halichoeres trispilus
134. Halichoeres vrolikii
135. Halichoeres zeylonicus
136. Halicmetus reticulatus
137. Halicmetus ruber
138. Halidesmus coccus
139. Halidesmus polytretus
140. Halidesmus scapularis
141. Halidesmus socotraensis
142. Halidesmus thomaseni
143. Halieutaea brevicauda
144. Halieutaea coccinea
145. Halieutaea fitzsimonsi
146. Halieutaea fumosa
147. Halieutaea hancocki
148. Halieutaea indica
149. Halieutaea nigra
150. Halieutaea retifera
151. Halieutaea stellata
152. Halieutichthys aculeatus
153. Halieutopsis andriashevi
154. Halieutopsis bathyoreos
155. Halieutopsis galatea
156. Halieutopsis ingerorum
157. Halieutopsis margaretae
158. Halieutopsis micropa
159. Halieutopsis simula
160. Halieutopsis stellifera
161. Halieutopsis tumifrons
162. Halieutopsis vermicularis
163. Haliichthys taeniophorus
164. Halimochirurgus alcocki
165. Halimochirurgus centriscoides
166. Halimuraena hexagonata
167. Halimuraena lepopareia
168. Halimuraena shakai
169. Halimuraenoides isostigma
170. Haliophis aethiopus
171. Haliophis diademus
172. Haliophis guttatus
173. Halobatrachus didactylus
174. Halophryne diemensis
175. Halophryne hutchinsi
176. Halophryne ocellatus
177. Halophryne queenslandiae
178. Halosauropsis macrochir
179. Halosaurus attenuatus
180. Halosaurus carinicauda
181. Halosaurus guentheri
182. Halosaurus johnsonianus
183. Halosaurus ovenii
184. Halosaurus parvipennis
185. Halosaurus pectoralis
186. Halosaurus radiatus
187. Halosaurus ridgwayi
188. Halosaurus sinensis
189. Hampala ampalong
190. Hampala bimaculata
191. Hampala dispar
192. Hampala lopezi
193. Hampala macrolepidota
194. Hampala sabana
195. Hampala salweenensis
196. Hannia greenwayi
197. Hapalogenys analis
198. Hapalogenys dampieriensis
199. Hapalogenys filamentosus
200. Hapalogenys kishinouyei
201. Hapalogenys merguiensis
202. Hapalogenys mucronatus
203. Hapalogenys nigripinnis
204. Hapalogenys nitens
205. Hapalogenys sennin
206. Haploblepharus edwardsii
207. Haploblepharus fuscus
208. Haploblepharus kistnasamyi
209. Haploblepharus pictus
210. Haplochromis acidens
211. Haplochromis adolphifrederici
212. Haplochromis aelocephalus
213. Haplochromis aeneocolor
214. Haplochromis akika
215. Haplochromis albertianus
216. Haplochromis altigenis
217. Haplochromis ampullarostratus
218. Haplochromis angustifrons
219. Haplochromis annectidens
220. Haplochromis apogonoides
221. Haplochromis arcanus
222. Haplochromis argenteus
223. Haplochromis artaxerxes
224. Haplochromis astatodon
225. Haplochromis avium
226. Haplochromis bakongo
227. Haplochromis barbarae
228. Haplochromis bareli
229. Haplochromis bartoni
230. Haplochromis bayoni
231. Haplochromis beadlei
232. Haplochromis benthicola
233. Haplochromis bloyeti
234. Haplochromis boops
235. Haplochromis brownae
236. Haplochromis bullatus
237. Haplochromis burtoni
238. Haplochromis cassius
239. Haplochromis cavifrons
240. Haplochromis chilotes
241. Haplochromis chlorochrous
242. Haplochromis chromogynos
243. Haplochromis chrysogynaion
244. Haplochromis cinctus
245. Haplochromis cinereus
246. Haplochromis cnester
247. Haplochromis commutabilis
248. Haplochromis crassilabris
249. Haplochromis crebridens
250. Haplochromis crocopeplus
251. Haplochromis cronus
252. Haplochromis cryptodon
253. Haplochromis cryptogramma
254. Haplochromis cyaneus
255. Haplochromis decticostoma
256. Haplochromis demeusii
257. Haplochromis dentex
258. Haplochromis desfontainii
259. Haplochromis dichrourus
260. Haplochromis diplotaenia
261. Haplochromis dolichorhynchus
262. Haplochromis dolorosus
263. Haplochromis eduardii
264. Haplochromis elegans
265. Haplochromis empodisma
266. Haplochromis engystoma
267. Haplochromis erythrocephalus
268. Haplochromis erythromaculatus
269. Haplochromis estor
270. Haplochromis eutaenia
271. Haplochromis exspectatus
272. Haplochromis fasciatus
273. Haplochromis flaviijosephi
274. Haplochromis flavipinnis
275. Haplochromis flavus
276. Haplochromis fuelleborni
277. Haplochromis fuscus
278. Haplochromis fusiformis
279. Haplochromis gigliolii
280. Haplochromis gilberti
281. Haplochromis gowersii
282. Haplochromis gracilior
283. Haplochromis granti
284. Haplochromis graueri
285. Haplochromis guiarti
286. Haplochromis harpakteridion
287. Haplochromis heusinkveldi
288. Haplochromis hiatus
289. Haplochromis horei
290. Haplochromis howesi
291. Haplochromis humilior
292. Haplochromis humilis
293. Haplochromis insidiae
294. Haplochromis iris
295. Haplochromis ishmaeli
296. Haplochromis kamiranzovu
297. Haplochromis katavi
298. Haplochromis kujunjui
299. Haplochromis labiatus
300. Haplochromis labriformis
301. Haplochromis lacrimosus
302. Haplochromis laparogramma
303. Haplochromis latifasciatus
304. Haplochromis limax
305. Haplochromis lividus
306. Haplochromis loati
307. Haplochromis longirostris
308. Haplochromis lucullae
309. Haplochromis luluae
310. Haplochromis macconneli
311. Haplochromis macrognathus
312. Haplochromis macrops
313. Haplochromis macropsoides
314. Haplochromis maculipinna
315. Haplochromis mahagiensis
316. Haplochromis maisomei
317. Haplochromis malacophagus
318. Haplochromis mandibularis
319. Haplochromis martini
320. Haplochromis maxillaris
321. Haplochromis megalops
322. Haplochromis melanopterus
323. Haplochromis melanopus
324. Haplochromis melichrous
325. Haplochromis mentatus
326. Haplochromis mento
327. Haplochromis michaeli
328. Haplochromis microchrysomelas
329. Haplochromis microdon
330. Haplochromis moeruensis
331. Haplochromis multiocellatus
332. Haplochromis murakoze
333. Haplochromis mylergates
334. Haplochromis mylodon
335. Haplochromis nanoserranus
336. Haplochromis nigrescens
337. Haplochromis nigripinnis
338. Haplochromis nigroides
339. Haplochromis niloticus
340. Haplochromis nubilus
341. Haplochromis nuchisquamulatus
342. Haplochromis nyanzae
343. Haplochromis obesus
344. Haplochromis obliquidens
345. Haplochromis obtusidens
346. Haplochromis occultidens
347. Haplochromis oligacanthus
348. Haplochromis oligolepis
349. Haplochromis olivaceus
350. Haplochromis oregosoma
351. Haplochromis pachycephalus
352. Haplochromis pallidus
353. Haplochromis paludinosus
354. Haplochromis pappenheimi
355. Haplochromis paraguiarti
356. Haplochromis paraplagiostoma
357. Haplochromis paropius
358. Haplochromis parvidens
359. Haplochromis paucidens
360. Haplochromis pellegrini
361. Haplochromis percoides
362. Haplochromis perrieri
363. Haplochromis petronius
364. Haplochromis pharyngalis
365. Haplochromis pharyngomylus
366. Haplochromis phenochilus
367. Haplochromis phytophagus
368. Haplochromis piceatus
369. Haplochromis pitmani
370. Haplochromis placodus
371. Haplochromis plagiodon
372. Haplochromis plagiostoma
373. Haplochromis plutonius
374. Haplochromis polli
375. Haplochromis prodromus
376. Haplochromis prognathus
377. Haplochromis pseudopellegrini
378. Haplochromis ptistes
379. Haplochromis pyrrhocephalus
380. Haplochromis pyrrhopteryx
381. Haplochromis riponianus
382. Haplochromis rubescens
383. Haplochromis rudolfianus
384. Haplochromis sauvagei
385. Haplochromis saxicola
386. Haplochromis scheffersi
387. Haplochromis schubotzi
388. Haplochromis schubotziellus
389. Haplochromis schwetzi
390. Haplochromis serranus
391. Haplochromis serridens
392. Haplochromis simpsoni
393. Haplochromis smithii
394. Haplochromis spekii
395. Haplochromis squamipinnis
396. Haplochromis squamulatus
397. Haplochromis stappersii
398. Haplochromis stigmatogenys
399. Haplochromis sulphureus
400. Haplochromis swynnertoni
401. Haplochromis tanaos
402. Haplochromis taurinus
403. Haplochromis teegelaari
404. Haplochromis teunisrasi
405. Haplochromis theliodon
406. Haplochromis thereuterion
407. Haplochromis thuragnathus
408. Haplochromis tridens
409. Haplochromis turkanae
410. Haplochromis tweddlei
411. Haplochromis tyrianthinus
412. Haplochromis ushindi
413. Haplochromis velifer
414. Haplochromis venator
415. Haplochromis vicarius
416. Haplochromis victorianus
417. Haplochromis vittatus
418. Haplochromis vonlinnei
419. Haplochromis welcommei
420. Haplochromis wingatii
421. Haplochromis worthingtoni
422. Haplochromis xenognathus
423. Haplochromis xenostoma
424. Haplocylix littoreus
425. Haplomacrourus nudirostris
426. Haplophryne mollis
427. Haplophryne triregium
428. Haplotaxodon microlepis
429. Haplotaxodon trifasciatus
430. Haptenchelys texis
431. Haptoclinus apectolophus
432. Haptogenys bipunctata
433. Hara longissima
434. Hara mesembrina
435. Hara minuscula
436. Hara spinulus
437. Harengula clupeola
438. Harengula humeralis
439. Harengula jaguana
440. Harengula thrissina
441. Harpadon erythraeus
442. Harpadon microchir
443. Harpadon nehereus
444. Harpadon squamosus
445. Harpadon translucens
446. Harpagifer andriashevi
447. Harpagifer antarcticus
448. Harpagifer bispinis
449. Harpagifer georgianus
450. Harpagifer kerguelensis
451. Harpagifer macquariensis
452. Harpagifer nybelini
453. Harpagifer palliolatus
454. Harpagifer permitini
455. Harpagifer spinosus
456. Harriotta haeckeli
457. Harriotta raleighana
458. Harttia carvalhoi
459. Harttia depressa
460. Harttia dissidens
461. Harttia duriventris
462. Harttia garavelloi
463. Harttia gracilis
464. Harttia guianensis
465. Harttia kronei
466. Harttia leiopleura
467. Harttia longipinna
468. Harttia loricariformis
469. Harttia merevari
470. Harttia novalimensis
471. Harttia punctata
472. Harttia rhombocephala
473. Harttia surinamensis
474. Harttia torrenticola
475. Harttia trombetensis
476. Harttia uatumensis
477. Harttiella crassicauda
478. Hasemania crenuchoides
479. Hasemania hanseni
480. Hasemania maxillaris
481. Hasemania melanura
482. Hasemania nambiquara
483. Hasemania nana
484. Hassar affinis
485. Hassar orestis
486. Hassar wilderi
487. Hastatobythites arafurensis
488. Hatcheria macraei
489. Hazeus maculipinna
490. Hazeus otakii
491. Helcogramma albimacula
492. Helcogramma alkamr
493. Helcogramma aquilum
494. Helcogramma billi
495. Helcogramma capidatum
496. Helcogramma cerasina
497. Helcogramma chica
498. Helcogramma decurrens
499. Helcogramma desa
500. Helcogramma ellioti
501. Helcogramma ememes
502. Helcogramma fuscipectoris
503. Helcogramma fuscopinna
504. Helcogramma gymnauchen
505. Helcogramma habena
506. Helcogramma hudsoni
507. Helcogramma inclinata
508. Helcogramma kranos
509. Helcogramma lacuna
510. Helcogramma larvata
511. Helcogramma maldivensis
512. Helcogramma microstigma
513. Helcogramma nesion
514. Helcogramma nigra
515. Helcogramma novaecaledoniae
516. Helcogramma obtusirostre
517. Helcogramma randalli
518. Helcogramma rharhabe
519. Helcogramma rhinoceros
520. Helcogramma rosea
521. Helcogramma serendip
522. Helcogramma solorensis
523. Helcogramma springeri
524. Helcogramma steinitzi
525. Helcogramma striatum
526. Helcogramma trigloides
527. Helcogramma vulcana
528. Helcogrammoides antarcticus
529. Helcogrammoides chilensis
530. Helcogrammoides cunninghami
531. Helicolenus alporti
532. Helicolenus avius
533. Helicolenus barathri
534. Helicolenus dactylopterus dactylopterus
535. Helicolenus fedorovi
536. Helicolenus hilgendorfii
537. Helicolenus lahillei
538. Helicolenus lengerichi
539. Helicolenus mouchezi
540. Helicolenus percoides
541. Helicophagus leptorhynchus
542. Helicophagus typus
543. Helicophagus waandersii
544. Helogenes castaneus
545. Helogenes gouldingi
546. Helogenes marmoratus
547. Helogenes uruyensis
548. Helostoma temminkii
549. Helotes qinglanensis
550. Hemanthias aureorubens
551. Hemanthias leptus
552. Hemanthias peruanus
553. Hemanthias signifer
554. Hemanthias vivanus
555. Hemerocoetes artus
556. Hemerocoetes macrophthalmus
557. Hemerocoetes monopterygius
558. Hemerocoetes morelandi
559. Hemerocoetes pauciradiatus
560. Hemerorhinus heyningi
561. Hemerorhinus opici
562. Hemiancistrus annectens
563. Hemiancistrus aspidolepis
564. Hemiancistrus chlorostictus
565. Hemiancistrus fugleri
566. Hemiancistrus fuliginosus
567. Hemiancistrus guahiborum
568. Hemiancistrus hammarlundi
569. Hemiancistrus holostictus
570. Hemiancistrus landoni
571. Hemiancistrus macrops
572. Hemiancistrus maracaiboensis
573. Hemiancistrus medians
574. Hemiancistrus megacephalus
575. Hemiancistrus megalopteryx
576. Hemiancistrus meizospilos
577. Hemiancistrus micrommatos
578. Hemiancistrus punctulatus
579. Hemiancistrus spilomma
580. Hemiancistrus spinosissimus
581. Hemiancistrus subviridis
582. Hemiancistrus votouro
583. Hemiancistrus wilsoni
584. Hemiarius dioctes
585. Hemiarius harmandi
586. Hemiarius sona
587. Hemiarius stormii
588. Hemiarius verrucosus
589. Hemibagrus amemiyai
590. Hemibagrus baramensis
591. Hemibagrus bongan
592. Hemibagrus caveatus
593. Hemibagrus centralus
594. Hemibagrus chrysops
595. Hemibagrus filamentus
596. Hemibagrus fortis
597. Hemibagrus furcatus
598. Hemibagrus gracilis
599. Hemibagrus guttatus
600. Hemibagrus hainanensis
601. Hemibagrus hoevenii
602. Hemibagrus hongus
603. Hemibagrus imbrifer
604. Hemibagrus johorensis
605. Hemibagrus macropterus
606. Hemibagrus maydelli
607. Hemibagrus menoda
608. Hemibagrus microphthalmus
609. Hemibagrus nemurus
610. Hemibagrus olyroides
611. Hemibagrus peguensis
612. Hemibagrus planiceps
613. Hemibagrus pluriradiatus
614. Hemibagrus punctatus
615. Hemibagrus sabanus
616. Hemibagrus spilopterus
617. Hemibagrus variegatus
618. Hemibagrus velox
619. Hemibagrus vietnamicus
620. Hemibagrus wyckii
621. Hemibagrus wyckioides
622. Hemibarbus barbus
623. Hemibarbus brevipennus
624. Hemibarbus labeo
625. Hemibarbus lehoai
626. Hemibarbus longibarbis
627. Hemibarbus longirostris
628. Hemibarbus macracanthus
629. Hemibarbus maculatus
630. Hemibarbus medius
631. Hemibarbus mylodon
632. Hemibarbus qianjiangensis
633. Hemibarbus songloensis
634. Hemibarbus thacmoensis
635. Hemibarbus umbrifer
636. Hemibates stenosoma
637. Hemibrycon beni
638. Hemibrycon boquiae
639. Hemibrycon carrilloi
640. Hemibrycon colombianus
641. Hemibrycon dariensis
642. Hemibrycon decurrens
643. Hemibrycon dentatus
644. Hemibrycon divisorensis
645. Hemibrycon guppyi
646. Hemibrycon helleri
647. Hemibrycon huambonicus
648. Hemibrycon jabonero
649. Hemibrycon jelskii
650. Hemibrycon metae
651. Hemibrycon microformaa
652. Hemibrycon orcesi
653. Hemibrycon pautensis
654. Hemibrycon polyodon
655. Hemibrycon rafaelense
656. Hemibrycon surinamensis
657. Hemibrycon taeniurus
658. Hemibrycon tolimae
659. Hemibrycon tridens
660. Hemibrycon velox
661. Hemicaranx amblyrhynchus
662. Hemicaranx bicolor
663. Hemicaranx leucurus
664. Hemicaranx zelotes
665. Hemichromis angolensis
666. Hemichromis bimaculatus
667. Hemichromis cerasogaster
668. Hemichromis elongatus
669. Hemichromis exsul
670. Hemichromis fasciatus
671. Hemichromis frempongi
672. Hemichromis guttatus
673. Hemichromis letourneuxi
674. Hemichromis lifalili
675. Hemichromis stellifer
676. Hemiculter bleekeri
677. Hemiculter elongatus
678. Hemiculter krempfi
679. Hemiculter leucisculus
680. Hemiculter lucidus
681. Hemiculter songhongensis
682. Hemiculter tchangi
683. Hemiculter varpachovskii
684. Hemiculterella macrolepis
685. Hemiculterella sauvagei
686. Hemiculterella wui
687. Hemidoras morrisi
688. Hemidoras stenopeltis
689. Hemieleotris latifasciata
690. Hemieleotris levis
691. Hemiemblemaria simulus
692. Hemigaleus australiensis
693. Hemigaleus microstoma
694. Hemiglyphidodon plagiometopon
695. Hemigobius hoevenii
696. Hemigobius mingi
697. Hemigrammocapoeta caudomaculata
698. Hemigrammocapoeta culiciphaga
699. Hemigrammocapoeta elegans
700. Hemigrammocapoeta kemali
701. Hemigrammocapoeta nana
702. Hemigrammocharax angolensis
703. Hemigrammocharax lineostriatus
704. Hemigrammocharax machadoi
705. Hemigrammocharax minutus
706. Hemigrammocharax monardi
707. Hemigrammocharax multifasciatus
708. Hemigrammocharax ocellicauda
709. Hemigrammocharax uniocellatus
710. Hemigrammocharax wittei
711. Hemigrammocypris rasborella
712. Hemigrammopetersius barnardi
713. Hemigrammopetersius pulcher
714. Hemigrammus aereus
715. Hemigrammus analis
716. Hemigrammus barrigonae
717. Hemigrammus bellottii
718. Hemigrammus bleheri
719. Hemigrammus boesemani
720. Hemigrammus brevis
721. Hemigrammus coeruleus
722. Hemigrammus cupreus
723. Hemigrammus cylindricus
724. Hemigrammus elegans
725. Hemigrammus erythrozonus
726. Hemigrammus geisleri
727. Hemigrammus gracilis
728. Hemigrammus guyanensis
729. Hemigrammus haraldi
730. Hemigrammus hyanuary
731. Hemigrammus iota
732. Hemigrammus levis
733. Hemigrammus luelingi
734. Hemigrammus lunatus
735. Hemigrammus mahnerti
736. Hemigrammus marginatus
737. Hemigrammus matei
738. Hemigrammus maxillaris
739. Hemigrammus megaceps
740. Hemigrammus melanochrous
741. Hemigrammus micropterus
742. Hemigrammus microstomus
743. Hemigrammus mimus
744. Hemigrammus neptunus
745. Hemigrammus newboldi
746. Hemigrammus ocellifer
747. Hemigrammus ora
748. Hemigrammus orthus
749. Hemigrammus parana
750. Hemigrammus pretoensis
751. Hemigrammus pulcher
752. Hemigrammus rhodostomus
753. Hemigrammus rodwayi
754. Hemigrammus schmardae
755. Hemigrammus skolioplatus
756. Hemigrammus stictus
757. Hemigrammus taphorni
758. Hemigrammus tridens
759. Hemigrammus ulreyi
760. Hemigrammus unilineatus
761. Hemigrammus vorderwinkleri
762. Hemigymnus fasciatus
763. Hemigymnus melapterus
764. Hemileiocassis panjang
765. Hemilepidotus gilberti
766. Hemilepidotus hemilepidotus
767. Hemilepidotus jordani
768. Hemilepidotus papilio
769. Hemilepidotus spinosus
770. Hemilepidotus zapus
771. Hemiloricaria aurata
772. Hemilutjanus macrophthalmos
773. Hemimyzon abbreviata
774. Hemimyzon confluens
775. Hemimyzon ecdyonuroides
776. Hemimyzon formosanus
777. Hemimyzon khonensis
778. Hemimyzon macroptera
779. Hemimyzon megalopseos
780. Hemimyzon nanensis
781. Hemimyzon nujiangensis
782. Hemimyzon papilio
783. Hemimyzon pengi
784. Hemimyzon pumilicorpora
785. Hemimyzon taitungensis
786. Hemimyzon yaotanensis
787. Heminodus japonicus
788. Heminodus philippinus
789. Heminoemacheilus hyalinus
790. Heminoemacheilus zhengbaoshani
791. Hemiodontichthys acipenserinus
792. Hemiodus amazonum
793. Hemiodus argenteus
794. Hemiodus atranalis
795. Hemiodus goeldii
796. Hemiodus gracilis
797. Hemiodus huraulti
798. Hemiodus immaculatus
799. Hemiodus jatuarana
800. Hemiodus microlepis
801. Hemiodus orthonops
802. Hemiodus parnaguae
803. Hemiodus quadrimaculatus
804. Hemiodus semitaeniatus
805. Hemiodus sterni
806. Hemiodus ternetzi
807. Hemiodus thayeria
808. Hemiodus tocantinensis
809. Hemiodus unimaculatus
810. Hemiodus vorderwinkleri
811. Hemipimelodus macrocephalus
812. Hemipristis elongata
813. Hemipsilichthys gobio
814. Hemipsilichthys nimius
815. Hemipsilichthys papillatus
816. Hemiramphus archipelagicus
817. Hemiramphus balao
818. Hemiramphus bermudensis
819. Hemiramphus brasiliensis
820. Hemiramphus depauperatus
821. Hemiramphus far
822. Hemiramphus lutkei
823. Hemiramphus marginatus
824. Hemiramphus robustus
825. Hemiramphus saltator
826. Hemirhamphodon chrysopunctatus
827. Hemirhamphodon kapuasensis
828. Hemirhamphodon kuekenthali
829. Hemirhamphodon phaiosoma
830. Hemirhamphodon pogonognathus
831. Hemirhamphodon tengah
832. Hemisalanx brachyrostralis
833. Hemiscyllium freycineti
834. Hemiscyllium galei
835. Hemiscyllium hallstromi
836. Hemiscyllium henryi
837. Hemiscyllium ocellatum
838. Hemiscyllium strahani
839. Hemiscyllium trispeculare
840. Hemisilurus heterorhynchus
841. Hemisilurus mekongensis
842. Hemisilurus moolenburghi
843. Hemisorubim platyrhynchos
844. Hemistichodus lootensi
845. Hemistichodus mesmaekersi
846. Hemistichodus vaillanti
847. Hemitaeniochromis urotaenia
848. Hemitaurichthys multispinosus
849. Hemitaurichthys polylepis
850. Hemitaurichthys thompsoni
851. Hemitaurichthys zoster
852. Hemitilapia oxyrhyncha
853. Hemitremia flammea
854. Hemitriakis abdita
855. Hemitriakis complicofasciata
856. Hemitriakis falcata
857. Hemitriakis japanica
858. Hemitriakis leucoperiptera
859. Hemitripterus americanus
860. Hemitripterus bolini
861. Hemitripterus villosus
862. Henicorhynchus cryptopogon
863. Henicorhynchus lineatus
864. Henicorhynchus ornatipinnis
865. Henicorhynchus siamensis
866. Heniochus acuminatus
867. Heniochus chrysostomus
868. Heniochus diphreutes
869. Heniochus intermedius
870. Heniochus monoceros
871. Heniochus pleurotaenia
872. Heniochus singularius
873. Heniochus varius
874. Henochilus wheatlandii
875. Henonemus intermedius
876. Henonemus macrops
877. Henonemus punctatus
878. Henonemus taxistigmus
879. Henonemus triacanthopomus
880. Hephaestus adamsoni
881. Hephaestus carbo
882. Hephaestus epirrhinos
883. Hephaestus fuliginosus
884. Hephaestus habbemai
885. Hephaestus jenkinsi
886. Hephaestus komaensis
887. Hephaestus lineatus
888. Hephaestus obtusifrons
889. Hephaestus raymondi
890. Hephaestus roemeri
891. Hephaestus transmontanus
892. Hephaestus trimaculatus
893. Hephaestus tulliensis
894. Hephthocara crassiceps
895. Hephthocara simum
896. Hepsetus odoe
897. Heptapterus bleekeri
898. Heptapterus fissipinnis
899. Heptapterus multiradiatus
900. Heptapterus mustelinus
901. Heptapterus ornaticeps
902. Heptapterus stewarti
903. Heptapterus sympterygium
904. Heptapterus tapanahoniensis
905. Heptapterus tenuis
906. Heptranchias perlo
907. Heraldia nocturna
908. Herichthys bartoni
909. Herichthys carpintis
910. Herichthys cyanoguttatus
911. Herichthys deppii
912. Herichthys labridens
913. Herichthys minckleyi
914. Herichthys pantostictus
915. Herichthys pearsei
916. Herichthys steindachneri
917. Herichthys tamasopoensis
918. Herklotsichthys blackburni
919. Herklotsichthys castelnaui
920. Herklotsichthys collettei
921. Herklotsichthys dispilonotus
922. Herklotsichthys gotoi
923. Herklotsichthys koningsbergeri
924. Herklotsichthys lippa
925. Herklotsichthys lossei
926. Herklotsichthys ovalis
927. Herklotsichthys punctatus
928. Herklotsichthys quadrimaculatus
929. Herklotsichthys spilurus
930. Hermosilla azurea
931. Heroina isonycterina
932. Heros efasciatus
933. Heros notatus
934. Heros severus
935. Heros spurius
936. Herpetoichthys fossatus
937. Herwigia kreffti
938. Herzensteinia microcephalus
939. Hesperoleucus symmetricus
940. Heterandria anzuetoi
941. Heterandria attenuata
942. Heterandria bimaculata
943. Heterandria cataractae
944. Heterandria dirempta
945. Heterandria formosa
946. Heterandria jonesii
947. Heterandria litoperas
948. Heterandria obliqua
949. Heterandria tuxtlaensis
950. Hetereleotris apora
951. Hetereleotris bipunctata
952. Hetereleotris caminata
953. Hetereleotris caudilinea
954. Hetereleotris diademata
955. Hetereleotris georgegilli
956. Hetereleotris kenyae
957. Hetereleotris margaretae
958. Hetereleotris nebulofasciata
959. Hetereleotris poecila
960. Hetereleotris readerae
961. Hetereleotris sticta
962. Hetereleotris tentaculata
963. Hetereleotris vinsoni
964. Hetereleotris vulgaris
965. Hetereleotris zanzibarensis
966. Hetereleotris zonata
967. Heteristius cinctus
968. Heterobranchus bidorsalis
969. Heterobranchus boulengeri
970. Heterobranchus isopterus
971. Heterobranchus longifilis
972. Heterocharax leptogrammus
973. Heterocharax macrolepis
974. Heterocharax virgulatus
975. Heterocheirodon jacuiensis
976. Heterocheirodon yatai
977. Heterochromis multidens
978. Heteroclinus adelaidae
979. Heteroclinus antinectes
980. Heteroclinus eckloniae
981. Heteroclinus equiradiatus
982. Heteroclinus fasciatus
983. Heteroclinus heptaeolus
984. Heteroclinus johnstoni
985. Heteroclinus kuiteri
986. Heteroclinus macrophthalmus
987. Heteroclinus marmoratus
988. Heteroclinus nasutus
989. Heteroclinus perspicillatus
990. Heteroclinus puellarum
991. Heteroclinus roseus
992. Heteroclinus tristis
993. Heteroclinus whiteleggii
994. Heteroclinus wilsoni
995. Heteroconger balteatus
996. Heteroconger camelopardalis
997. Heteroconger canabus
998. Heteroconger chapmani
999. Heteroconger cobra
1000. Heteroconger digueti
1001. Heteroconger enigmaticus
1002. Heteroconger hassi
1003. Heteroconger klausewitzi
1004. Heteroconger lentiginosus
1005. Heteroconger longissimus
1006. Heteroconger luteolus
1007. Heteroconger obscurus
1008. Heteroconger pellegrini
1009. Heteroconger perissodon
1010. Heteroconger polyzona
1011. Heteroconger taylori
1012. Heteroconger tomberua
1013. Heteroconger tricia
1014. Heterodontus francisci
1015. Heterodontus galeatus
1016. Heterodontus japonicus
1017. Heterodontus mexicanus
1018. Heterodontus omanensis
1019. Heterodontus portusjacksoni
1020. Heterodontus quoyi
1021. Heterodontus ramalheira
1022. Heterodontus zebra
1023. Heterogobius chiloensis
1024. Heteromormyrus pauciradiatus
1025. Heteromycteris capensis
1026. Heteromycteris hartzfeldii
1027. Heteromycteris japonicus
1028. Heteromycteris matsubarai
1029. Heteromycteris oculus
1030. Heteromycteris proboscideus
1031. Heteronarce bentuviai
1032. Heteronarce garmani
1033. Heteronarce mollis
1034. Heteronarce prabhui
1035. Heterophallus milleri
1036. Heterophallus rachovii
1037. Heterophotus ophistoma
1038. Heteroplopomus barbatus
1039. Heteropneustes fossilis
1040. Heteropneustes kemratensis
1041. Heteropneustes longipectoralis
1042. Heteropneustes microps
1043. Heteropriacanthus cruentatus
1044. Heteroscyllium colcloughi
1045. Heteroscymnoides marleyi
1046. Heterostichus rostratus
1047. Heterotis niloticus
1048. Hexagrammos agrammus
1049. Hexagrammos decagrammus
1050. Hexagrammos lagocephalus
1051. Hexagrammos octogrammus
1052. Hexagrammos otakii
1053. Hexagrammos stelleri
1054. Hexanchus griseus
1055. Hexanchus nakamurai
1056. Hexanematichthys henni
1057. Hexanematichthys sagor
1058. Hexatrygon bickelli
1059. Hilsa kelee
1060. Himantolophus albinares
1061. Himantolophus appelii
1062. Himantolophus azurlucens
1063. Himantolophus borealis
1064. Himantolophus brevirostris
1065. Himantolophus compressus
1066. Himantolophus cornifer
1067. Himantolophus crinitus
1068. Himantolophus danae
1069. Himantolophus groenlandicus
1070. Himantolophus macroceras
1071. Himantolophus macroceratoides
1072. Himantolophus mauli
1073. Himantolophus melanolophus
1074. Himantolophus multifurcatus
1075. Himantolophus nigricornis
1076. Himantolophus paucifilosus
1077. Himantolophus pseudalbinares
1078. Himantolophus sagamius
1079. Himantura alcockii
1080. Himantura astra
1081. Himantura bleekeri
1082. Himantura chaophraya
1083. Himantura dalyensis
1084. Himantura draco
1085. Himantura fai
1086. Himantura fava
1087. Himantura fluviatilis
1088. Himantura gerrardi
1089. Himantura granulata
1090. Himantura hortlei
1091. Himantura imbricata
1092. Himantura jenkinsii
1093. Himantura kittipongi
1094. Himantura krempfi
1095. Himantura leoparda
1096. Himantura lobistoma
1097. Himantura marginata
1098. Himantura microphthalma
1099. Himantura oxyrhyncha
1100. Himantura pacifica
1101. Himantura pareh
1102. Himantura pastinacoides
1103. Himantura schmardae
1104. Himantura signifer
1105. Himantura toshi
1106. Himantura uarnacoides
1107. Himantura uarnak
1108. Himantura undulata
1109. Himantura walga
1110. Hintonia candens
1111. Hiodon alosoides
1112. Hiodon tergisus
1113. Hippichthys cyanospilos
1114. Hippichthys heptagonus
1115. Hippichthys parvicarinatus
1116. Hippichthys penicillus
1117. Hippichthys spicifer
1118. Hippocampus abdominalis
1119. Hippocampus alatus
1120. Hippocampus algiricus
1121. Hippocampus angustus
1122. Hippocampus barbouri
1123. Hippocampus bargibanti
1124. Hippocampus biocellatus
1125. Hippocampus borboniensis
1126. Hippocampus breviceps
1127. Hippocampus camelopardalis
1128. Hippocampus capensis
1129. Hippocampus colemani
1130. Hippocampus comes
1131. Hippocampus coronatus
1132. Hippocampus denise
1133. Hippocampus erectus
1134. Hippocampus fisheri
1135. Hippocampus fuscus
1136. Hippocampus grandiceps
1137. Hippocampus guttulatus
1138. Hippocampus hendriki
1139. Hippocampus hippocampus
1140. Hippocampus histrix
1141. Hippocampus ingens
1142. Hippocampus jayakari
1143. Hippocampus jugumus
1144. Hippocampus kelloggi
1145. Hippocampus kuda
1146. Hippocampus lichtensteinii
1147. Hippocampus minotaur
1148. Hippocampus mohnikei
1149. Hippocampus montebelloensis
1150. Hippocampus multispinus
1151. Hippocampus patagonicus
1152. Hippocampus procerus
1153. Hippocampus queenslandicus
1154. Hippocampus reidi
1155. Hippocampus semispinosus
1156. Hippocampus sindonis
1157. Hippocampus spinosissimus
1158. Hippocampus subelongatus
1159. Hippocampus trimaculatus
1160. Hippocampus whitei
1161. Hippocampus zebra
1162. Hippocampus zosterae
1163. Hippoglossina bollmani
1164. Hippoglossina macrops
1165. Hippoglossina montemaris
1166. Hippoglossina mystacium
1167. Hippoglossina oblonga
1168. Hippoglossina stomata
1169. Hippoglossina tetrophthalma
1170. Hippoglossoides dubius
1171. Hippoglossoides elassodon
1172. Hippoglossoides platessoides
1173. Hippoglossoides robustus
1174. Hippoglossus hippoglossus
1175. Hippoglossus stenolepis
1176. Hippopotamyrus aelsbroecki
1177. Hippopotamyrus ansorgii
1178. Hippopotamyrus batesii
1179. Hippopotamyrus castor
1180. Hippopotamyrus discorhynchus
1181. Hippopotamyrus grahami
1182. Hippopotamyrus harringtoni
1183. Hippopotamyrus macrops
1184. Hippopotamyrus macroterops
1185. Hippopotamyrus pappenheimi
1186. Hippopotamyrus paugyi
1187. Hippopotamyrus pictus
1188. Hippopotamyrus psittacus
1189. Hippopotamyrus retrodorsalis
1190. Hippopotamyrus szaboi
1191. Hippopotamyrus weeksii
1192. Hippopotamyrus wilverthi
1193. Hipposcarus harid
1194. Hipposcarus longiceps
1195. Hirculops cornifer
1196. Hirundichthys affinis
1197. Hirundichthys albimaculatus
1198. Hirundichthys coromandelensis
1199. Hirundichthys marginatus
1200. Hirundichthys oxycephalus
1201. Hirundichthys rondeletii
1202. Hirundichthys socotranus
1203. Hirundichthys speculiger
1204. Hisonotus candombe
1205. Hisonotus charrua
1206. Hisonotus chromodontus
1207. Hisonotus depressicauda
1208. Hisonotus depressinotus
1209. Hisonotus francirochai
1210. Hisonotus hungy
1211. Hisonotus insperatus
1212. Hisonotus laevior
1213. Hisonotus leptochilus
1214. Hisonotus leucofrenatus
1215. Hisonotus luteofrenatus
1216. Hisonotus maculipinnis
1217. Hisonotus nigricauda
1218. Hisonotus notatus
1219. Hisonotus paulinus
1220. Hisonotus ringueleti
1221. Hisonotus taimensis
1222. Hispidoberyx ambagiosus
1223. Histiobranchus australis
1224. Histiobranchus bathybius
1225. Histiobranchus bruuni
1226. Histiodraco velifer
1227. Histiogamphelus briggsii
1228. Histiogamphelus cristatus
1229. Histiophryne bougainvilli
1230. Histiophryne cryptacanthus
1231. Histiopterus typus
1232. Histrio histrio
1233. Holacanthus africanus
1234. Holacanthus bermudensis
1235. Holacanthus ciliaris
1236. Holacanthus clarionensis
1237. Holacanthus isabelita
1238. Holacanthus limbaughi
1239. Holacanthus passer
1240. Holacanthus tricolor
1241. Holanthias caudalis
1242. Holanthias fronticinctus
1243. Holapogon maximus
1244. Holcomycteronus aequatoris
1245. Holcomycteronus brucei
1246. Holcomycteronus digittatus
1247. Holcomycteronus profundissimus
1248. Holcomycteronus pterotus
1249. Holcomycteronus squamosus
1250. Hollandichthys multifasciatus
1251. Hollardia goslinei
1252. Hollardia hollardi
1253. Hollardia meadi
1254. Holocentrus adscensionis
1255. Holocentrus rufus
1256. Hologymnosus annulatus
1257. Hologymnosus doliatus
1258. Hologymnosus longipes
1259. Hologymnosus rhodonotus
1260. Holohalaelurus favus
1261. Holohalaelurus grennian
1262. Holohalaelurus melanostigma
1263. Holohalaelurus punctatus
1264. Holohalaelurus regani
1265. Holtbyrnia anomala
1266. Holtbyrnia conocephala
1267. Holtbyrnia cyanocephala
1268. Holtbyrnia innesi
1269. Holtbyrnia intermedia
1270. Holtbyrnia laticauda
1271. Holtbyrnia latifrons
1272. Holtbyrnia macrops
1273. Holtbyrnia ophiocephala
1274. Homaloptera bilineata
1275. Homaloptera confuzona
1276. Homaloptera gymnogaster
1277. Homaloptera heterolepis
1278. Homaloptera hoffmanni
1279. Homaloptera indochinensis
1280. Homaloptera leonardi
1281. Homaloptera manipurensis
1282. Homaloptera maxinae
1283. Homaloptera menoni
1284. Homaloptera modesta
1285. Homaloptera montana
1286. Homaloptera nebulosa
1287. Homaloptera nigra
1288. Homaloptera ocellata
1289. Homaloptera ogilviei
1290. Homaloptera ophiolepis
1291. Homaloptera orthogoniata
1292. Homaloptera parclitella
1293. Homaloptera pillaii
1294. Homaloptera ripleyi
1295. Homaloptera rupicola
1296. Homaloptera santhamparaiensis
1297. Homaloptera sexmaculata
1298. Homaloptera smithi
1299. Homaloptera stephensoni
1300. Homaloptera tweediei
1301. Homaloptera vanderbilti
1302. Homaloptera vulgaris
1303. Homaloptera wassinkii
1304. Homaloptera weberi
1305. Homaloptera yunnanensis
1306. Homaloptera yuwonoi
1307. Homaloptera zollingeri
1308. Homalosoma crassicauda
1309. Homalosoma multiloba
1310. Homalosoma ventrosquamata
1311. Homodiaetus anisitsi
1312. Homodiaetus banguela
1313. Homodiaetus graciosa
1314. Homodiaetus passarellii
1315. Homostolus acer
1316. Hongshuia banmo
1317. Hongshuia paoli
1318. Hoplarchus psittacus
1319. Hoplerythrinus cinereus
1320. Hoplerythrinus gronovii
1321. Hoplerythrinus unitaeniatus
1322. Hopliancistrus tricornis
1323. Hoplias aimara
1324. Hoplias brasiliensis
1325. Hoplias lacerdae
1326. Hoplias macrophthalmus
1327. Hoplias malabaricus
1328. Hoplias microcephalus
1329. Hoplias microlepis
1330. Hoplias patana
1331. Hoplias teres
1332. Hoplichthys acanthopleurus
1333. Hoplichthys citrinus
1334. Hoplichthys fasciatus
1335. Hoplichthys filamentosus
1336. Hoplichthys gilberti
1337. Hoplichthys haswelli
1338. Hoplichthys langsdorfii
1339. Hoplichthys ogilbyi
1340. Hoplichthys pectoralis
1341. Hoplichthys platophrys
1342. Hoplichthys regani
1343. Hoplobrotula armata
1344. Hoplobrotula badia
1345. Hoplobrotula gnathopus
1346. Hoplocharax goethei
1347. Hoplolatilus chlupatyi
1348. Hoplolatilus cuniculus
1349. Hoplolatilus erdmanni
1350. Hoplolatilus fourmanoiri
1351. Hoplolatilus fronticinctus
1352. Hoplolatilus geo
1353. Hoplolatilus luteus
1354. Hoplolatilus marcosi
1355. Hoplolatilus oreni
1356. Hoplolatilus pohle
1357. Hoplolatilus purpureus
1358. Hoplolatilus starcki
1359. Hoplomyzon atrizona
1360. Hoplomyzon papillatus
1361. Hoplomyzon sexpapilostoma
1362. Hoplopagrus guentherii
1363. Hoplosebastes armatus
1364. Hoplosternum littorale
1365. Hoplosternum magdalenae
1366. Hoplosternum punctatum
1367. Hoplostethus abramovi
1368. Hoplostethus atlanticus
1369. Hoplostethus cadenati
1370. Hoplostethus confinis
1371. Hoplostethus crassispinus
1372. Hoplostethus druzhinini
1373. Hoplostethus fedorovi
1374. Hoplostethus fragilis
1375. Hoplostethus gigas
1376. Hoplostethus intermedius
1377. Hoplostethus japonicus
1378. Hoplostethus latus
1379. Hoplostethus marisrubri
1380. Hoplostethus mediterraneus mediterraneus
1381. Hoplostethus mediterraneus sonodae
1382. Hoplostethus mediterraneus trunovi
1383. Hoplostethus melanopterus
1384. Hoplostethus melanopus
1385. Hoplostethus mento
1386. Hoplostethus metallicus
1387. Hoplostethus mikhailini
1388. Hoplostethus occidentalis
1389. Hoplostethus pacificus
1390. Hoplostethus rifti
1391. Hoplostethus rubellopterus
1392. Hoplostethus shubnikovi
1393. Hoplostethus tenebricus
1394. Hoplostethus vniro
1395. Hoplotilapia retrodens
1396. Hoplunnis diomediana
1397. Hoplunnis macrura
1398. Hoplunnis megista
1399. Hoplunnis pacifica
1400. Hoplunnis punctata
1401. Hoplunnis schmidti
1402. Hoplunnis sicarius
1403. Hoplunnis similis
1404. Hoplunnis tenuis
1405. Horabagrus brachysoma
1406. Horabagrus nigricollaris
1407. Horadandia atukorali
1408. Horaglanis alikunhii
1409. Horaglanis krishnai
1410. Horaichthys setnai
1411. Horalabiosa arunachalami
1412. Horalabiosa joshuai
1413. Horalabiosa palaniensis
1414. Horiomyzon retropinnatus
1415. Howella brodiei
1416. Howella pammelas
1417. Howella parini
1418. Howella sherborni
1419. Howella zina
1420. Hozukius emblemarius
1421. Hozukius guyotensis
1422. Hubbsina turneri
1423. Hucho bleekeri
1424. Hucho hucho
1425. Hucho ishikawae
1426. Hucho perryi
1427. Hucho taimen
1428. Huigobio chenhsienensis
1429. Huigobio chinssuensis
1430. Huso dauricus
1431. Huso huso
1432. Hyalobagrus flavus
1433. Hyalobagrus leiacanthus
1434. Hyalobagrus ornatus
1435. Hybognathus amarus
1436. Hybognathus argyritis
1437. Hybognathus hankinsoni
1438. Hybognathus hayi
1439. Hybognathus nuchalis
1440. Hybognathus placitus
1441. Hybognathus regius
1442. Hybopsis amblops
1443. Hybopsis amnis
1444. Hybopsis boucardi
1445. Hybopsis dorsalis
1446. Hybopsis hypsinotus
1447. Hybopsis lineapunctata
1448. Hybopsis rubrifrons
1449. Hybopsis winchelli
1450. Hybopsis zanema
1451. Hydrocynus brevis
1452. Hydrocynus forskahlii
1453. Hydrocynus goliath
1454. Hydrocynus somonorum
1455. Hydrocynus tanzaniae
1456. Hydrocynus vittatus
1457. Hydrolagus affinis
1458. Hydrolagus africanus
1459. Hydrolagus alberti
1460. Hydrolagus alphus
1461. Hydrolagus barbouri
1462. Hydrolagus bemisi
1463. Hydrolagus colliei
1464. Hydrolagus deani
1465. Hydrolagus eidolon
1466. Hydrolagus homonycteris
1467. Hydrolagus lemures
1468. Hydrolagus lusitanicus
1469. Hydrolagus macrophthalmus
1470. Hydrolagus marmoratus
1471. Hydrolagus matallanasi
1472. Hydrolagus mccoskeri
1473. Hydrolagus mirabilis
1474. Hydrolagus mitsukurii
1475. Hydrolagus novaezealandiae
1476. Hydrolagus ogilbyi
1477. Hydrolagus pallidus
1478. Hydrolagus purpurescens
1479. Hydrolagus trolli
1480. Hydrolagus waitei
1481. Hydrolycus armatus
1482. Hydrolycus scomberoides
1483. Hydrolycus tatauaia
1484. Hydrolycus wallacei
1485. Hygophum atratum
1486. Hygophum benoiti
1487. Hygophum bruuni
1488. Hygophum hanseni
1489. Hygophum hygomii
1490. Hygophum macrochir
1491. Hygophum proximum
1492. Hygophum reinhardtii
1493. Hygophum taaningi
1494. Hylopanchax silvestris
1495. Hylopanchax stictopleuron
1496. Hymenocephalus adelscotti
1497. Hymenocephalus antraeus
1498. Hymenocephalus aterrimus
1499. Hymenocephalus barbatulus
1500. Hymenocephalus billsam
1501. Hymenocephalus gracilis
1502. Hymenocephalus grimaldii
1503. Hymenocephalus hachijoensis
1504. Hymenocephalus heterolepis
1505. Hymenocephalus italicus
1506. Hymenocephalus kuronumai
1507. Hymenocephalus lethonemus
1508. Hymenocephalus longibarbis
1509. Hymenocephalus longiceps
1510. Hymenocephalus longipes
1511. Hymenocephalus megalops
1512. Hymenocephalus nascens
1513. Hymenocephalus neglectissimus
1514. Hymenocephalus nesaeae
1515. Hymenocephalus papyraceus
1516. Hymenocephalus semipellucidus
1517. Hymenocephalus striatissimus striatissimus
1518. Hymenocephalus striatissimus torvus
1519. Hymenocephalus striatulus
1520. Hymenocephalus tenuis
1521. Hypancistrus contradens
1522. Hypancistrus debilittera
1523. Hypancistrus furunculus
1524. Hypancistrus inspector
1525. Hypancistrus lunaorum
1526. Hypancistrus zebra
1527. Hypentelium etowanum
1528. Hypentelium nigricans
1529. Hypentelium roanokense
1530. Hypergastromyzon eubranchus
1531. Hypergastromyzon humilis
1532. Hyperlophus translucidus
1533. Hyperlophus vittatus
1534. Hyperoglyphe antarctica
1535. Hyperoglyphe bythites
1536. Hyperoglyphe japonica
1537. Hyperoglyphe macrophthalma
1538. Hyperoglyphe perciformis
1539. Hyperoglyphe pringlei
1540. Hyperopisus bebe bebe
1541. Hyperopisus bebe occidentalis
1542. Hyperoplus immaculatus
1543. Hyperoplus lanceolatus
1544. Hyperprosopon anale
1545. Hyperprosopon argenteum
1546. Hyperprosopon ellipticum
1547. Hyphalophis devius
1548. Hyphessobrycon agulha
1549. Hyphessobrycon albolineatum
1550. Hyphessobrycon amandae
1551. Hyphessobrycon amapaensis
1552. Hyphessobrycon anisitsi
1553. Hyphessobrycon arianae
1554. Hyphessobrycon auca
1555. Hyphessobrycon axelrodi
1556. Hyphessobrycon balbus
1557. Hyphessobrycon bentosi
1558. Hyphessobrycon bifasciatus
1559. Hyphessobrycon borealis
1560. Hyphessobrycon boulengeri
1561. Hyphessobrycon cachimbensis
1562. Hyphessobrycon catableptus
1563. Hyphessobrycon coelestinus
1564. Hyphessobrycon columbianus
1565. Hyphessobrycon compressus
1566. Hyphessobrycon condotensis
1567. Hyphessobrycon copelandi
1568. Hyphessobrycon cyanotaenia
1569. Hyphessobrycon diancistrus
1570. Hyphessobrycon duragenys
1571. Hyphessobrycon ecuadorensis
1572. Hyphessobrycon ecuadoriensis
1573. Hyphessobrycon eilyos
1574. Hyphessobrycon elachys
1575. Hyphessobrycon eos
1576. Hyphessobrycon epicharis
1577. Hyphessobrycon eques
1578. Hyphessobrycon erythrostigma
1579. Hyphessobrycon fernandezi
1580. Hyphessobrycon flammeus
1581. Hyphessobrycon frankei
1582. Hyphessobrycon georgettae
1583. Hyphessobrycon gracilior
1584. Hyphessobrycon griemi
1585. Hyphessobrycon guarani
1586. Hyphessobrycon hamatus
1587. Hyphessobrycon haraldschultzi
1588. Hyphessobrycon hasemani
1589. Hyphessobrycon heliacus
1590. Hyphessobrycon herbertaxelrodi
1591. Hyphessobrycon heteresthes
1592. Hyphessobrycon heterorhabdus
1593. Hyphessobrycon hexastichos
1594. Hyphessobrycon hildae
1595. Hyphessobrycon igneus
1596. Hyphessobrycon iheringi
1597. Hyphessobrycon inconstans
1598. Hyphessobrycon isiri
1599. Hyphessobrycon itaparicensis
1600. Hyphessobrycon khardinae
1601. Hyphessobrycon langeanii
1602. Hyphessobrycon latus
1603. Hyphessobrycon loretoensis
1604. Hyphessobrycon loweae
1605. Hyphessobrycon luetkenii
1606. Hyphessobrycon maculicauda
1607. Hyphessobrycon megalopterus
1608. Hyphessobrycon melanopleurus
1609. Hyphessobrycon melanostichos
1610. Hyphessobrycon melasemeion
1611. Hyphessobrycon melazonatus
1612. Hyphessobrycon meridionalis
1613. Hyphessobrycon metae
1614. Hyphessobrycon micropterus
1615. Hyphessobrycon milleri
1616. Hyphessobrycon minimus
1617. Hyphessobrycon minor
1618. Hyphessobrycon moniliger
1619. Hyphessobrycon mutabilis
1620. Hyphessobrycon negodagua
1621. Hyphessobrycon nigricinctus
1622. Hyphessobrycon notidanos
1623. Hyphessobrycon oritoensis
1624. Hyphessobrycon otrynus
1625. Hyphessobrycon panamensis
1626. Hyphessobrycon parvellus
1627. Hyphessobrycon peruvianus
1628. Hyphessobrycon piabinhas
1629. Hyphessobrycon poecilioides
1630. Hyphessobrycon procerus
1631. Hyphessobrycon proteus
1632. Hyphessobrycon pulchripinnis
1633. Hyphessobrycon pyrrhonotus
1634. Hyphessobrycon pytai
1635. Hyphessobrycon reticulatus
1636. Hyphessobrycon robustulus
1637. Hyphessobrycon rosaceus
1638. Hyphessobrycon roseus
1639. Hyphessobrycon rutiliflavidus
1640. Hyphessobrycon saizi
1641. Hyphessobrycon santae
1642. Hyphessobrycon savagei
1643. Hyphessobrycon schauenseei
1644. Hyphessobrycon scholzei
1645. Hyphessobrycon scutulatus
1646. Hyphessobrycon simulatus
1647. Hyphessobrycon socolofi
1648. Hyphessobrycon sovichthys
1649. Hyphessobrycon stegemanni
1650. Hyphessobrycon stramineus
1651. Hyphessobrycon sweglesi
1652. Hyphessobrycon takasei
1653. Hyphessobrycon taurocephalus
1654. Hyphessobrycon tenuis
1655. Hyphessobrycon togoi
1656. Hyphessobrycon tortuguerae
1657. Hyphessobrycon tropis
1658. Hyphessobrycon tukunai
1659. Hyphessobrycon uruguayensis
1660. Hyphessobrycon vilmae
1661. Hyphessobrycon vinaceus
1662. Hyphessobrycon wajat
1663. Hyphessobrycon weitzmanorum
1664. Hyphessobrycon werneri
1665. Hypleurochilus aequipinnis
1666. Hypleurochilus bananensis
1667. Hypleurochilus bermudensis
1668. Hypleurochilus caudovittatus
1669. Hypleurochilus fissicornis
1670. Hypleurochilus geminatus
1671. Hypleurochilus langi
1672. Hypleurochilus multifilis
1673. Hypleurochilus pseudoaequipinnis
1674. Hypleurochilus springeri
1675. Hypnos monopterygius
1676. Hypoatherina barnesi
1677. Hypoatherina crenolepis
1678. Hypoatherina harringtonensis
1679. Hypoatherina ovalaua
1680. Hypoatherina temminckii
1681. Hypoatherina tropicalis
1682. Hypoatherina tsurugae
1683. Hypoatherina valenciennei
1684. Hypoatherina woodwardi
1685. Hypobrycon leptorhynchus
1686. Hypobrycon maromba
1687. Hypobrycon poi
1688. Hypoclinemus mentalis
1689. Hypodoras forficulatus
1690. Hypogaleus hyugaensis
1691. Hypomesus chishimaensis
1692. Hypomesus japonicus
1693. Hypomesus nipponensis
1694. Hypomesus olidus
1695. Hypomesus pretiosus
1696. Hypomesus transpacificus
1697. Hypophthalmichthys harmandi
1698. Hypophthalmichthys molitrix
1699. Hypophthalmus edentatus
1700. Hypophthalmus fimbriatus
1701. Hypophthalmus marginatus
1702. Hypophthalmus oremaculatus
1703. Hypoplectrodes annulatus
1704. Hypoplectrodes cardinalis
1705. Hypoplectrodes huntii
1706. Hypoplectrodes jamesoni
1707. Hypoplectrodes maccullochi
1708. Hypoplectrodes nigroruber
1709. Hypoplectrodes semicinctum
1710. Hypoplectrodes wilsoni
1711. Hypoplectrus aberrans
1712. Hypoplectrus chlorurus
1713. Hypoplectrus gemma
1714. Hypoplectrus gummigutta
1715. Hypoplectrus guttavarius
1716. Hypoplectrus indigo
1717. Hypoplectrus nigricans
1718. Hypoplectrus providencianus
1719. Hypoplectrus puella
1720. Hypoplectrus unicolor
1721. Hypopleuron caninum
1722. Hypopomus artedi
1723. Hypopterus macropterus
1724. Hypoptopoma bilobatum
1725. Hypoptopoma guentheri
1726. Hypoptopoma guianense
1727. Hypoptopoma gulare
1728. Hypoptopoma inexspectatum
1729. Hypoptopoma joberti
1730. Hypoptopoma psilogaster
1731. Hypoptopoma steindachneri
1732. Hypoptopoma thoracatum
1733. Hypoptychus dybowskii
1734. Hypopygus lepturus
1735. Hypopygus neblinae
1736. Hyporhamphus acutus acutus
1737. Hyporhamphus acutus pacificus
1738. Hyporhamphus affinis
1739. Hyporhamphus australis
1740. Hyporhamphus balinensis
1741. Hyporhamphus brederi
1742. Hyporhamphus capensis
1743. Hyporhamphus dussumieri
1744. Hyporhamphus erythrorinchus
1745. Hyporhamphus gamberur
1746. Hyporhamphus gernaerti
1747. Hyporhamphus gilli
1748. Hyporhamphus ihi
1749. Hyporhamphus improvisus
1750. Hyporhamphus intermedius
1751. Hyporhamphus kronei
1752. Hyporhamphus limbatus
1753. Hyporhamphus meeki
1754. Hyporhamphus melanochir
1755. Hyporhamphus melanopterus
1756. Hyporhamphus mexicanus
1757. Hyporhamphus naos
1758. Hyporhamphus neglectissimus
1759. Hyporhamphus neglectus
1760. Hyporhamphus paucirastris
1761. Hyporhamphus picarti
1762. Hyporhamphus quoyi
1763. Hyporhamphus regularis ardelio
1764. Hyporhamphus regularis regularis
1765. Hyporhamphus roberti hildebrandi
1766. Hyporhamphus roberti roberti
1767. Hyporhamphus rosae
1768. Hyporhamphus sajori
1769. Hyporhamphus sindensis
1770. Hyporhamphus snyderi
1771. Hyporhamphus taiwanensis
1772. Hyporhamphus unicuspis
1773. Hyporhamphus unifasciatus
1774. Hyporhamphus xanthopterus
1775. Hyporhamphus yuri
1776. Hypostomus affinis
1777. Hypostomus agna
1778. Hypostomus alatus
1779. Hypostomus albopunctatus
1780. Hypostomus ancistroides
1781. Hypostomus angipinnatus
1782. Hypostomus argus
1783. Hypostomus asperatus
1784. Hypostomus aspilogaster
1785. Hypostomus atropinnis
1786. Hypostomus auroguttatus
1787. Hypostomus bolivianus
1788. Hypostomus borellii
1789. Hypostomus boulengeri
1790. Hypostomus brevicauda
1791. Hypostomus brevis
1792. Hypostomus carinatus
1793. Hypostomus carvalhoi
1794. Hypostomus chrysostiktos
1795. Hypostomus cochliodon
1796. Hypostomus commersoni
1797. Hypostomus coppenamensis
1798. Hypostomus corantijni
1799. Hypostomus cordovae
1800. Hypostomus crassicauda
1801. Hypostomus derbyi
1802. Hypostomus dlouhyi
1803. Hypostomus eptingi
1804. Hypostomus ericae
1805. Hypostomus ericius
1806. Hypostomus fluviatilis
1807. Hypostomus fonchii
1808. Hypostomus francisci
1809. Hypostomus garmani
1810. Hypostomus goyazensis
1811. Hypostomus gymnorhynchus
1812. Hypostomus hemicochliodon
1813. Hypostomus hemiurus
1814. Hypostomus hermanni
1815. Hypostomus hondae
1816. Hypostomus hoplonites
1817. Hypostomus iheringii
1818. Hypostomus interruptus
1819. Hypostomus isbrueckeri
1820. Hypostomus itacua
1821. Hypostomus jaguribensis
1822. Hypostomus johnii
1823. Hypostomus laplatae
1824. Hypostomus latifrons
1825. Hypostomus latirostris
1826. Hypostomus levis
1827. Hypostomus lexi
1828. Hypostomus lima
1829. Hypostomus longiradiatus
1830. Hypostomus luteomaculatus
1831. Hypostomus luteus
1832. Hypostomus macrophthalmus
1833. Hypostomus macrops
1834. Hypostomus macushi
1835. Hypostomus margaritifer
1836. Hypostomus meleagris
1837. Hypostomus micromaculatus
1838. Hypostomus microstomus
1839. Hypostomus multidens
1840. Hypostomus mutucae
1841. Hypostomus myersi
1842. Hypostomus nematopterus
1843. Hypostomus niceforoi
1844. Hypostomus nickeriensis
1845. Hypostomus niger
1846. Hypostomus nigromaculatus
1847. Hypostomus nudiventris
1848. Hypostomus obtusirostris
1849. Hypostomus occidentalis
1850. Hypostomus oculeus
1851. Hypostomus pagei
1852. Hypostomus panamensis
1853. Hypostomus pantherinus
1854. Hypostomus papariae
1855. Hypostomus paranensis
1856. Hypostomus paucimaculatus
1857. Hypostomus paucipunctatus
1858. Hypostomus paulinus
1859. Hypostomus piratatu
1860. Hypostomus plecostomoides
1861. Hypostomus plecostomus
1862. Hypostomus pseudohemiurus
1863. Hypostomus punctatus
1864. Hypostomus pusarum
1865. Hypostomus pyrineusi
1866. Hypostomus regani
1867. Hypostomus rhantos
1868. Hypostomus robinii
1869. Hypostomus rondoni
1870. Hypostomus roseopunctatus
1871. Hypostomus saramaccensis
1872. Hypostomus scabriceps
1873. Hypostomus scaphyceps
1874. Hypostomus sculpodon
1875. Hypostomus seminudus
1876. Hypostomus simios
1877. Hypostomus sipaliwinii
1878. Hypostomus soniae
1879. Hypostomus strigaticeps
1880. Hypostomus subcarinatus
1881. Hypostomus surinamensis
1882. Hypostomus tapanahoniensis
1883. Hypostomus taphorni
1884. Hypostomus tapijara
1885. Hypostomus ternetzi
1886. Hypostomus tietensis
1887. Hypostomus topavae
1888. Hypostomus unae
1889. Hypostomus uruguayensis
1890. Hypostomus vaillanti
1891. Hypostomus variipictus
1892. Hypostomus varimaculosus
1893. Hypostomus variostictus
1894. Hypostomus ventromaculatus
1895. Hypostomus vermicularis
1896. Hypostomus verres
1897. Hypostomus waiampi
1898. Hypostomus watwata
1899. Hypostomus winzi
1900. Hypostomus wuchereri
1901. Hypsagonus corniger
1902. Hypsagonus quadricornis
1903. Hypselecara coryphaenoides
1904. Hypselecara temporalis
1905. Hypseleotris agilis
1906. Hypseleotris aurea
1907. Hypseleotris barrawayi
1908. Hypseleotris bipartita
1909. Hypseleotris compressa
1910. Hypseleotris compressocephalus
1911. Hypseleotris cyprinoides
1912. Hypseleotris dayi
1913. Hypseleotris ejuncida
1914. Hypseleotris everetti
1915. Hypseleotris galii
1916. Hypseleotris guentheri
1917. Hypseleotris kimberleyensis
1918. Hypseleotris klunzingeri
1919. Hypseleotris leuciscus
1920. Hypseleotris pangel
1921. Hypseleotris regalis
1922. Hypseleotris tohizonae
1923. Hypselobarbus curmuca
1924. Hypselobarbus dobsoni
1925. Hypselobarbus dubius
1926. Hypselobarbus jerdoni
1927. Hypselobarbus kolus
1928. Hypselobarbus kurali
1929. Hypselobarbus lithopidos
1930. Hypselobarbus micropogon
1931. Hypselobarbus periyarensis
1932. Hypselobarbus pulchellus
1933. Hypselobarbus thomassi
1934. Hypselognathus horridus
1935. Hypselognathus rostratus
1936. Hypsibarbus annamensis
1937. Hypsibarbus lagleri
1938. Hypsibarbus macrosquamatus
1939. Hypsibarbus pierrei
1940. Hypsibarbus salweenensis
1941. Hypsibarbus suvattii
1942. Hypsibarbus vernayi
1943. Hypsibarbus wetmorei
1944. Hypsoblennius brevipinnis
1945. Hypsoblennius caulopus
1946. Hypsoblennius digueti
1947. Hypsoblennius exstochilus
1948. Hypsoblennius gentilis
1949. Hypsoblennius gilberti
1950. Hypsoblennius hentz
1951. Hypsoblennius invemar
1952. Hypsoblennius ionthas
1953. Hypsoblennius jenkinsi
1954. Hypsoblennius maculipinna
1955. Hypsoblennius paytensis
1956. Hypsoblennius proteus
1957. Hypsoblennius robustus
1958. Hypsoblennius sordidus
1959. Hypsoblennius striatus
1960. Hypsopanchax catenatus
1961. Hypsopanchax deprimozi
1962. Hypsopanchax jobaerti
1963. Hypsopanchax jubbi
1964. Hypsopanchax modestus
1965. Hypsopanchax platysternus
1966. Hypsopanchax zebra
1967. Hypsophrys nematopus
1968. Hypsophrys nicaraguensis
1969. Hypsopsetta guttulata
1970. Hypsopsetta macrocephala
1971. Hypsurus caryi
1972. Hypsypops rubicundus
1973. Hyrcanogobius bergi
1974. Hysterocarpus traskii pomo
1975. Hysterocarpus traskii traskii
1976. Hysteronotus megalostomus
1977. Iago garricki
1978. Iago omanensis
1979. Iberochondrostoma lemmingii
1980. Iberochondrostoma lusitanicum
1981. Icelinus borealis
1982. Icelinus burchami
1983. Icelinus cavifrons
1984. Icelinus filamentosus
1985. Icelinus fimbriatus
1986. Icelinus japonicus
1987. Icelinus oculatus
1988. Icelinus pietschi
1989. Icelinus quadriseriatus
1990. Icelinus tenuis
1991. Icelus armatus
1992. Icelus bicornis
1993. Icelus canaliculatus
1994. Icelus cataphractus
1995. Icelus ecornis
1996. Icelus euryops
1997. Icelus gilberti
1998. Icelus mandibularis
1999. Icelus ochotensis
2000. Icelus perminovi
2001. Icelus rastrinoides
2002. Icelus sekii
2003. Icelus spatula
2004. Icelus spiniger
2005. Icelus stenosomus
2006. Icelus toyamensis
2007. Icelus uncinalis
2008. Ichthyapus acuticeps
2009. Ichthyapus insularis
2010. Ichthyapus omanensis
2011. Ichthyapus ophioneus
2012. Ichthyapus platyrhynchus
2013. Ichthyapus selachops
2014. Ichthyapus vulturis
2015. Ichthyborus besse besse
2016. Ichthyborus besse congolensis
2017. Ichthyborus monodi
2018. Ichthyborus ornatus
2019. Ichthyborus quadrilineatus
2020. Ichthyocampus bikiniensis
2021. Ichthyocampus carce
2022. Ichthyococcus australis
2023. Ichthyococcus elongatus
2024. Ichthyococcus intermedius
2025. Ichthyococcus irregularis
2026. Ichthyococcus ovatus
2027. Ichthyococcus parini
2028. Ichthyococcus polli
2029. Ichthyoelephas humeralis
2030. Ichthyoelephas longirostris
2031. Ichthyomyzon bdellium
2032. Ichthyomyzon castaneus
2033. Ichthyomyzon fossor
2034. Ichthyomyzon gagei
2035. Ichthyomyzon greeleyi
2036. Ichthyomyzon unicuspis
2037. Ichthyscopus barbatus
2038. Ichthyscopus fasciatus
2039. Ichthyscopus insperatus
2040. Ichthyscopus lebeck
2041. Ichthyscopus malacopterus
2042. Ichthyscopus nigripinnis
2043. Ichthyscopus sannio
2044. Ichthyscopus spinosus
2045. Icichthys australis
2046. Icichthys lockingtoni
2047. Icosteus aenigmaticus
2048. Ictalurus australis
2049. Ictalurus balsanus
2050. Ictalurus dugesii
2051. Ictalurus furcatus
2052. Ictalurus lupus
2053. Ictalurus mexicanus
2054. Ictalurus ochoterenai
2055. Ictalurus pricei
2056. Ictalurus punctatus
2057. Ictiobus bubalus
2058. Ictiobus cyprinellus
2059. Ictiobus labiosus
2060. Ictiobus meridionalis
2061. Ictiobus niger
2062. Idiacanthus antrostomus
2063. Idiacanthus atlanticus
2064. Idiacanthus fasciola
2065. Idiastion hageyi
2066. Idiastion kyphos
2067. Idiastion pacificum
2068. Idiolophorhynchus andriashevi
2069. Idiolychnus urolampus
2070. Idiotropiscis lumnitzeri
2071. Iguanodectes adujai
2072. Iguanodectes geisleri
2073. Iguanodectes gracilis
2074. Iguanodectes polylepis
2075. Iguanodectes purusii
2076. Iguanodectes rachovii
2077. Iguanodectes spilurus
2078. Iguanodectes variatus
2079. Iheringichthys labrosus
2080. Iheringichthys megalops
2081. Ijimaia antillarum
2082. Ijimaia dofleini
2083. Ijimaia fowleri
2084. Ijimaia loppei
2085. Ijimaia plicatellus
2086. Iksookimia hugowolfeldi
2087. Iksookimia koreensis
2088. Iksookimia longicorpa
2089. Iksookimia pumila
2090. Iksookimia yongdokensis
2091. Ilamnemacheilus longipinnis
2092. Ilisha africana
2093. Ilisha amazonica
2094. Ilisha compressa
2095. Ilisha elongata
2096. Ilisha filigera
2097. Ilisha fuerthii
2098. Ilisha kampeni
2099. Ilisha lunula
2100. Ilisha macrogaster
2101. Ilisha megaloptera
2102. Ilisha melastoma
2103. Ilisha novacula
2104. Ilisha obfuscata
2105. Ilisha pristigastroides
2106. Ilisha sirishai
2107. Ilisha striatula
2108. Iluocoetes elongatus
2109. Iluocoetes fimbriatus
2110. Ilyodon cortesae
2111. Ilyodon furcidens
2112. Ilyodon lennoni
2113. Ilyodon whitei
2114. Ilyodon xantusi
2115. Ilyophis arx
2116. Ilyophis blachei
2117. Ilyophis brunneus
2118. Ilyophis nigeli
2119. Ilyophis robinsae
2120. Ilyophis saldanhai
2121. Ilypnus gilberti
2122. Ilypnus luculentus
2123. Imparales panamensis
2124. Imparfinis borodini
2125. Imparfinis cochabambae
2126. Imparfinis guttatus
2127. Imparfinis hasemani
2128. Imparfinis hollandi
2129. Imparfinis lineatus
2130. Imparfinis longicaudus
2131. Imparfinis microps
2132. Imparfinis minutus
2133. Imparfinis mirini
2134. Imparfinis mishky
2135. Imparfinis nemacheir
2136. Imparfinis pijpersi
2137. Imparfinis piperatus
2138. Imparfinis pristos
2139. Imparfinis pseudonemacheir
2140. Imparfinis schubarti
2141. Imparfinis spurrellii
2142. Imparfinis stictonotus
2143. Incara multisquamatus
2144. Indoreonectes evezardi
2145. Indostomus crocodilus
2146. Indostomus paradoxus
2147. Indostomus spinosus
2148. Inegocia guttata
2149. Inegocia harrisii
2150. Inegocia japonica
2151. Inermia vittata
2152. Iniistius aneitensis
2153. Iniistius auropunctatus
2154. Iniistius baldwini
2155. Iniistius celebicus
2156. Iniistius griffithsi
2157. Iniistius pavo
2158. Iniistius umbrilatus
2159. Inimicus brachyrhynchus
2160. Inimicus caledonicus
2161. Inimicus cuvieri
2162. Inimicus didactylus
2163. Inimicus filamentosus
2164. Inimicus gruzovi
2165. Inimicus japonicus
2166. Inimicus joubini
2167. Inimicus sinensis
2168. Inimicus smirnovi
2169. Inlecypris auropurpurea
2170. Inlecypris jayarami
2171. Inpaichthys kerri
2172. Insentiraja subtilispinosa
2173. Interochromis loocki
2174. Iodotropheus declivitas
2175. Iodotropheus sprengerae
2176. Iodotropheus stuartgranti
2177. Iotabrycon praecox
2178. Iotichthys phlegethontis
2179. Ipnops agassizii
2180. Ipnops meadi
2181. Ipnops murrayi
2182. Iracema caiana
2183. Iracundus signifer
2184. Iranocichla hormuzensis
2185. Iranocypris typhlops
2186. Iriatherina werneri
2187. Irolita waitii
2188. Irolita westraliensis
2189. Irvineia orientalis
2190. Irvineia voltae
2191. Isacia conceptionis
2192. Isbrueckerichthys alipionis
2193. Isbrueckerichthys calvus
2194. Isbrueckerichthys duseni
2195. Isbrueckerichthys epakmos
2196. Isbrueckerichthys saxicola
2197. Ischikauia steenackeri
2198. Isichthys henryi
2199. Isistius brasiliensis
2200. Isistius labialis
2201. Isistius plutodus
2202. Iso flosmaris
2203. Iso hawaiiensis
2204. Iso natalensis
2205. Iso nesiotes
2206. Iso rhothophilus
2207. Isocirrhitus sexfasciatus
2208. Isogomphodon oxyrhynchus
2209. Isopisthus parvipinnis
2210. Isopisthus remifer
2211. Isopsetta isolepis
2212. Isorineloricaria spinosissima
2213. Istiblennius bellus
2214. Istiblennius colei
2215. Istiblennius dussumieri
2216. Istiblennius edentulus
2217. Istiblennius flaviumbrinus
2218. Istiblennius lineatus
2219. Istiblennius meleagris
2220. Istiblennius muelleri
2221. Istiblennius pox
2222. Istiblennius rivulatus
2223. Istiblennius spilotus
2224. Istiblennius steindachneri
2225. Istiblennius unicolor
2226. Istiblennius zebra
2227. Istigobius campbelli
2228. Istigobius decoratus
2229. Istigobius diadema
2230. Istigobius goldmanni
2231. Istigobius hoesei
2232. Istigobius hoshinonis
2233. Istigobius nigroocellatus
2234. Istigobius ornatus
2235. Istigobius perspicillatus
2236. Istigobius rigilius
2237. Istigobius spence
2238. Istiophorus albicans
2239. Istiophorus platypterus
2240. Isurus oxyrinchus
2241. Isurus paucus
2242. Ituglanis amazonicus
2243. Ituglanis bambui
2244. Ituglanis cahyensis
2245. Ituglanis eichorniarum
2246. Ituglanis epikarsticus
2247. Ituglanis gracilior
2248. Ituglanis guayaberensis
2249. Ituglanis herberti
2250. Ituglanis laticeps
2251. Ituglanis macunaima
2252. Ituglanis mambai
2253. Ituglanis metae
2254. Ituglanis nebulosus
2255. Ituglanis paraguassuensis
2256. Ituglanis parahybae
2257. Ituglanis parkoi
2258. Ituglanis passensis
2259. Ituglanis proops
2260. Ituglanis ramiroi
2261. Itycirrhitus wilhelmi
2262. Ivindomyrus opdenboschi
2263. Ixinandria montebelloi
2264. Ixinandria steinbachi